# تظاهرات ۲۰۲۱ روسیه
تظاهرات ۲۰۲۱ روسیه در روز ۲۳ ژانویه ۲۰۲۱ در حمایت از رهبر بازداشته شده مخالفان آلکسی ناوالنی مخالف ولادیمیر پوتین و در حمایت از فیلم منتشر شده کاخی برای پوتین آغاز شد.

## پیشینه
آلکسی ناوالنی مخالف سیاسی پس از مسموم شدن با سم عصبی «نوویچوک» در حین پرواز از تومسک به مسکو، در ۲۰ اوت۲۰۲۰ در بیمارستان بستری شد. وی از نظر پزشکی به برلین منتقل شد و در آنجا تحت معالجه قرار گرفت و در ۲۲ سپتامبر مرخص شد. به‌کارگیری از سم عصبی نوویچوک علیه ناوالنی، توسط سازمان منع سلاح‌های شیمیایی (OPCW) تأیید شد. اگرچه کرملین دست داشتن در مسمومیت وی را انکار کرد، اتحادیه اروپا و انگلیس با اعمال تحریم‌ها علیه شش مقام ارشد روسیه و یک مرکز شیمیایی دولتی به واکنش مسکو پاسخ دادند. ناوالنی ولادیمیر پوتین رئیس‌جمهور روسیه را متهم کرد که به دستور وی او را مسموم کرده‌اند. در تحقیقات حول مسمومیت ناوالنی، بلینگکات و اینسایدر از عوامل سرویس امنیت فدرال (FSB) نقش داشتند.
وی پس از بازگشت به کشورش از آلمان در بازرسی گذرنامه در فرودگاه بازداشت شده‌است. به گزارش خبرگزاری اینترفاکس روسیه مقام‌های زندان فدرال روسیه بازداشت آقای ناوالنی را تأیید کرده‌اند.

## برای مطالعهٔ بیشتر
- «'بازداشت هزاران نفر' در تظاهرات ضددولتی در روسیه».
- «آمریکا سرکوب معترضان در روسیه را محکوم کرد».
- «تظاهرات هزاران معترض در شهرهای روسیه؛ بازداشت بیش از ۳۴۵۰ نفر به دست پلیس».
- «دستگیری گسترده معترضان در روسیه؛ همسر ناوالنی بازداشت و آزاد شد».
- «آنتونی بلینکن با تأیید سنا وزیر خارجه آمریکا شد».
- «تظاهرات ضد حکومتی در روسیه».
- «واکنش اتحادیه اروپا به تظاهرات ضد دولتی روسیه».
- «تظاهرات وسیع در روسیه علیه پوتین با بیش از ۳۴۰۰ نفر بازداشتی».
- «آغاز تظاهرات هواداران ناوالنی در روسیه؛ صدها معترض بازداشت شدند».
- «آمریکا خواستار آزادی الکسی ناوالنی و معترضان بازداشت شده در روسیه شد».